# Marquesado de Montes Claros
El marquesado de Montes Claros es un título nobiliario español creado por Carlos I de España el 23 de abril de 1530 a favor de Rodrigo de Mendoza Luna y Pimentel, hijo de Diego Hurtado de Mendoza, III duque del Infantado  y de su esposa María Pimentel y Pacheco.

## Marqueses de Montes Claros
- Rodrigo de Mendoza Luna y Pimentel[1] (c. 1500-antes del 4 de febrero de 1551), I marqués de Montes Claros, señor de Castil de Bayuela, de la Higuera de las Dueñas, del real de San Vicente, del Vado, de Cardoso y comendador de Paracuellos en la Orden de Santiago.[1]

Casó con Francisca de Mendoza, hija de Íñigo López de Mendoza, señor de Colmenar, Cardoso de la Sierra y el Vado —señoríos heredados por su hija—, y de su esposa Constanza de Ayala.
- Juan de Mendoza y Luna (fallecido en 1570), II marqués de Montes Claros.

- Juan Manuel de Mendoza y Luna (1570-1628), III marqués de Montes Claros, se casó con Ana Messía Manrique, hija de Rodrigo Messía-Carrillo y Manrique de Lara, II marqués de La Guardia y su esposa Isabel Hurtado de Mendoza y Mendoza.[4]

- Isabel de Mendoza (1617-1629), IV marquesa de Montes Claros, falleció sin descendencia y le sucedió su tía.[2]

- Francisca de Mendoza y Manrique, V marquesa de Montes Claros, casada con Luis Antonio de Portocarrero (m. 1639), III conde de Palma del Río.[2]

- Fernando Luis Portocarrero y Mendoza (1630-1649), VI marqués de Montesclaros, II ;marqués de Almenara,[5] IV conde de Palma del Río y VI de Castil de Vayuela. En 1648, cuando tenía 18 años, contrajo matrimonio con Antonia de Moscoso Osorio y Fernández de Córdoba, hija de Lope de Moscoso Mendoza, V marqués de Almazán y de Juana Fernández de Córdoba y Rojas, V marquesa de Poza.[6]  Le sucedió su único hijo;[5]

- Luis Antonio Tomás Portocarrero y Mendoza (Palma del Río, 7 de marzo de 1649-1723),  también llamado Luis Antonio Fernández Portocarrero Bocanegra, VII marqués de Montesclaros, III marqués de Almenara, V conde de Palma del Río,[5], Grande de España en 1697, caballero de la Orden de Santiago. Heredó todos los títulos de la casa al quedar huérfano con cinco meses de edad.[5] Se casó en 1667 con María Leonor de Moscoso Osorio, hija de Gaspar de Moscoso Mendoza, VI marqués de Almazán, y de Inés de Guzmán.[7]  Le sucedió su hijo;[6]

- Gaspar Tomás Fernández Portocarrero (Madrid, 8 de marzo de 1687-1730), VIII marqués de Montesclaros,[6] V marqués de Almenara,[8][9][a]  VI conde de Palma del Río,  IX marqués de Castil de Bayuela, hijo del III marqués de Almenara, se casó en 1726 con Ana Manuela Sinforosa Manrique de Guevara, XIII duquesa de Nájera,[6] (1692-1730), XVI condesa de Valencia de Don Juan, VII condesa de La Revilla, XV condesa de Treviño, y XI marquesa de Cañete. Le sucedió su único hijo;

- Joaquín María Fernández Portocarrero Manrique de Guevara (m. 17 de marzo de 1731), IX marqués de Montes Claros, VI marqués de Almenara,[8] heredó los títulos de su padre pero al fallecer a los dos años de edad, los títulos pasaron a su tío paterno;[8]

- Agustín José Fernández de Portocarrero (Madrid 19 de marzo de 1689-27 de junio de 1748), X marqués de Montesclaros, VII marqués de Almenara,[8] VIII conde de Palma del Río,[10][6] Grande de España, deán de Toledo, hermano del VI conde, heredó los títulos a la muerte de su sobrino en 1731. Le sucedió su hermano;[11]

- Joaquín Fernández Portocarrero y Mendoza (Madrid 27 de mayo de 1681-Roma, 2 de junio de 1760),[11] VIII marqués de Almenara,[8]  IX conde de Palma del Río, XI marqués de Montesclaros, consagrado cardenal el 9 de septiembre de 1743.[12]

- Joaquín de Silva y Moncada (fallecido en 1758), XII marqués de Montes Claros, VIII duque de Híjar.

- Pedro Pablo Alcántara de Silva Fernández de Hijar y Abarca de Bolea (25 de noviembre de 1741-Madrid, 23 de febrero de 1808),[13] XIII marqués de Montesclaros, X marqués de Almenara,[13]  IX duque de Híjar, IX duque de Lécera, IX duque de Aliaga, VIII conde de Vallfogona, X conde de Palma del Río, etc., único hijo de Joaquín Diego de Silva Fernández de Híjar y Portocarrero Funes de Villalpando y María Engracia Abarca de Bolea y Pons de Mendoza.[2] tercer nieto de Agustina de Portocarrero, hermana del IV conde de Palma del Río y II marqués de Almenara. Se casó el 16 de julio de 1761 con Rafaela de Palafox Rebolledo y Croy d'Havré.[13] Le sucedió su hijo:

- Agustín Pedro de Silva Fernández de Híjar y Palafox (Madrid, 14 de abril de 1773-12 de diciembre de 1817), XIV marqués de Montes Claros, XI marqués de Almenara y X duque de Híjar.[13]  Contrajo matrimonio con María Fernanda Teresa Francisca Josefa Fitz-James Stuart y Stolberg-Gedern.[13]

- José Rafael Fadrique de Silva Fernández de Hijar (Madrid, 29 de marzo de 1776-16 de septiembre de 1863),[14] XV marqués de Montes Claros,  XIII marqués de Almenara,[14] XII duque de Híjar, XIII duque de Lécera, XIII duque de Aliaga, XIII conde de Palma del Río,[14] etc. Contrajo matrimonio el 19 de agosto de 1801 con Juana Nepomuceno Fernández de Córdoba (1785-1808), hija de José María Fernández de Córdoba y Sarmiento Sotomayor, VII conde de Salvatierra, IX marqués de Baides, etc. y de María Antonia Fernández de Villarroel.[15] Nacieron tres hijos de este matrimonio; Cayetano, Andrés Avelino (1807-1885), y María Antonia, que falleció con once meses.[16]

- María de la Encarnación Díez de Ulzurrun y Alonso (1868-Andéraz, 22 de noviembre de 1950), XVI marquesa de Montes Claros, II condesa de Casa Angulo, III marquesa de Santa Rosa, marquesa de Ulzurrun (título pontificio),[17]  contrajo matrimonio con Juan Pablo Ruiz de Gámiz y Zulueta.[18] Le sucedió su hijo en el condado de Casa de Angulo y su nieto en el marquesado de Montes Claros.

- Julián Ruiz de Gámiz y Zulueta (m. Madrid, 23 de marzo de 1984),[19] XVII marqués de Montes Claros,[20] hijo de Juan Pablo Ruiz de Gámiz y Díez de Ulzurrun, III conde de Casa de Angulo y de su esposa María del Rosario Zulueta y Urquizu III, condesa de Torre Antigua de Orúe.[18] Se casó con María del Carmen Arrabal[19] y le sucedió su hijo.

- Julián Ruiz de Gámiz y Arrabal (nacido en 1954), XVIII marqués de Montes Claros.[21] Casado con María Eugenia Dahl de Sobrino, padres de María Eugenia, Julián María, Iñigo María,[22] Javier María y Jorge María.